# Bothriechis rowleyi
La nauyaca de árbol de Rowley (Bothriechis rowleyi) es una especie de serpiente perteneciente a la familia Viperidae. El nombre de la especie es un patronímico honrando al colector del espécimen tipo J. Stuart Rowley.

## Clasificación y descripción
Es una víbora de foseta delgada, verde y de cola prensil que alcanza al menos 97,3 cm de longitud total.
El dorso es color esmeralda con la piel intersticial color azul; frecuentemente manchas azules, o raramente marcas negras y amarillas están presentes y algunos especímenes pueden ser uniformemente coloridos. El vientre es uniformemente verde amarillento. La raya postocular está ausente. El iris es amarillo. Los juveniles son color verde amarillento pálido  con manchas dorsales color púrpura o café y la punta de cola negra.
Característicamente hay 3-5 intersupraoculares, 9-10 supralabiales, 9-12 infralabiales, 19 hileras de escamas a la mitad del cuerpo, 155-163 ventrales en machos y 154-166 en hembras y 58-66 subcaudales enteras en machos y 53-60 en hembras. La supralabial 2 es casi siempre discreta de la prelacunal. Hay 15-19 interrictales.

## Distribución
Se distribuye en el Sur de México. Habita en elevaciones intermedias en el extremo sureste de Oaxaca México, incluyendo Cerro Baúl, Cerro Azul y Cerro Atravesado. También es conocida de las tierras altas de Berriozabal y la Selva Negra al norte de Chiapas; desde los 1060 a los 1830 m s. n. m.

## Hábitat
Habita en bosque mesófilo de montaña y bosque de pino-encino.

## Estado de conservación
Posee un estatus de Vulnerabilidad Ambiental Alta (H) de acuerdo con el EVS (Índice de Vulnerabilidad Ambiental)
Se encuentra catalogada como vulnerable (VU) en la IUCN y sujeta a protección especial bajo la NOM-059-SEMARNAT.